# 劉具斌
劉具斌（?—?），贵州贵阳人，清朝政治人物、同進士出身。

乾隆四十五年（1780年）清高宗七旬庚子恩科進士，三甲八十二名，后官湖北應山縣知縣。